# 大山水帆
大山 水帆（おおやま みずほ、1965年 - ）は、日本の地方公務員。戸田市デジタル戦略室長。 総務省地域情報化アドバイザー。 一般社団法人デジタル広域推進機構代表理事。

## 概要[4]
1987年（昭和62年）埼玉大学教育学部卒業。
1987年（昭和62年）川口市役所入庁。
2013年（平成25年）企画財政部情報政策課長。
2016年（平成28年）理財部次長兼市民税課長。
2017年（平成29年）川口市役所退職。
2017年（平成29年）戸田市総務部次長兼情報政策統計課長。
2021年（令和3年）企画財政部次長兼デジタル戦略室長（現職）。
2023年（令和5年）一般社団法人デジタル広域推進機構代表理事
2014年（平成26年）より総務省地域情報化アドバイザー。

## 人物
総務省地域情報化アドバイザーとして自治体のデジタル化の支援を行っているほか、IT分野に関する講演などを行っている。
経済産業省のイベントでは経済産業省の取り組みに噛みついたことから、Code for Japanの代表が「狂犬や！」と呟いたことにより狂犬キャラが定着。Code for Japanのイベントの「BADオープンデータ供養寺」ではデータ供養導師としても活動中。

## 著書
- ぎょうせい「いまさら聞けない 自治体マイナンバー実務1・2・3」[6]
- ぎょうせい「どうなる どうする自治体マイナンバー対応」[7]
- 日本加除出版「これで万全!自治体情報セキュリティ」[8]